# Сервин Монетти, Рауль
Рауль Сервин Монетти (исп. Raúl Servín Monetti; родился 29 апреля 1963 года в Мехико, Мексика) — мексиканский футболист, защитник. Известен по выступлениям за мексиканский клуб УНАМ Пумас и сборную Мексики. Участник чемпионата мира 1986 года.

## Клубная карьера
Сервин начал карьеру в клубе УНАМ Пумас. В 1983 году он дебютировал за основной состав в мексиканской Примере. В 1989 году Рауль стал обладателем Кубка чемпионов КОНКАКАФ. В том же году он покинул клуб и сезон выступал за «Атлетико Морелию». Следующий год Сервин провёл в «Крус Асуле», после чего пополнил ряды «Атласа». В новом клубе Рауль получил травму, а после того, как восстановился, не смог выиграть конкуренцию за место в основе. В 1992 году он перешёл в «Крус Асуль», но как и в своём следующем клубе «Торос Неса» почти не выходил на поле. В 1994 году Сервин завершил карьеру.

## Международная карьера
2 июня 1985 года в товарищеском матче против сборной Италии Сервин дебютировал за сборную Мексики.
В 1986 году Рауль попал в заявку сборной на участие в домашнем Чемпионате мира. На турнире он сыграл в поединках против сборных Болгарии, Ирака, Парагвая, Бельгии и ФРГ. В поединке против болгар он забил гол.

## Достижения
Командные
 УНАМ Пумас
- Обладатель Кубка чемпионов КОНКАКАФ — 1989